# Гришак Ірина Віталіївна
Ірина Віталіївна Гришак (нар. 30 вересня 1997, Миколаїв) — українська акторка театру і кіно.

## Життєпис
Народилася 30 вересня 1997 року у місті Миколаїв. Брат – Дмитро Гришак.
Після закінчення 9-ти класів, 2012 року, вступила до Миколаївського муніципального академічного коледжу, який закінчила у 2016 році за спеціальністю «акторське мистецтво». Навчалася у Київському національному університеті театру, кіно і телебачення імені Івана Карпенка-Карого (майстерня Олега Шаварського).
Перший кінодосвід приходиться на 2018 рік – знялася у кіно ще під час навчання у театральному закладі. Відомість прийшла після виконання вже у тому ж році головної ролі у музично-комедійному бойовику «Шляхетні волоцюги». Наступного року - участь у зйомках 16-серійного фільму «Сонячний листопад» (головна роль), знятого за корейським форматом компанією «Українська продакшн студія» на замовлення каналу «Україна». У 2022 році зіграла головну роль у мінісеріалі «Птаха в клітці», що вийшов на початку 2022 року на каналі «Україна».
В ході війни з Росією разом з іншими акторами Київського академічного театру «Золоті ворота» займається координацією і збором коштів на амуніцію, паливо волонтерам, їжу і сітки.

## Фільмографія
- 2018 — Одна на двох — Олеся
- 2018 — Затемнення — Аня
- 2018 — Домівка Надії — Світлана
- 2018 — Шляхетні волоцюги — Христя
- 2019 — Сонячний листопад — Ніна
- 2019 — Кримінальний журналіст — Христина
- 2019 — День Сонця — Женя
- 2019 — Без вагань — Саша
- 2020 — Билинка на вітрі — Дарина
- 2020 — Акушерка — Катя
- 2020 — Виховання почуттів — Марина
- 2020 — Зникаючі сліди — Марина
- 2020 — 18 річний олігарх — Леся
- 2020 — Жіночі секрети — Юля
- 2021 — Три кольори кохання — Станіслава
- 2021 — Не оглядайся назад — Лера
- 2021 — Грім серед ясного неба — Соня
- 2022 — Пташка в клітці — Альона